# Daniel Moylan
Pour les articles homonymes, voir Moylan.
Daniel Michael Gerald Moylan, baron Moylan (né le 1er mars 1956) est un homme politique conservateur anglais, membre de la Chambre des lords, détenant la double nationalité britannique et irlandaise.
Avant d'être créé baron Moylan le 9 septembre 2020, il est membre du Kensington and Chelsea London Borough Council et co-président d'Urban Design London. Il est également président de la London Legacy Development Corporation, vice-président de Transport for London, et conseiller aéroportuaire en chef de Boris Johnson quand il était maire de Londres, préconisant un nouvel aéroport central à l'est de Londres pour remplacer Heathrow. Il est également le principal conseiller de Johnson sur Crossrail 2.

## Jeunesse
Moylan fait ses études à la St Philip's Grammar School d'Edgbaston. En 1975, il va au Queen's College d'Oxford où il obtient un diplôme en allemand et en philosophie. Il est président de l'Oxford Union pendant le mandat de la Saint-Michel en 1978 et en novembre, il obtient Richard Nixon en tant qu'orateur invité.

## Début de carrière
Moylan rejoint le ministère des Affaires étrangères et du Commonwealth en décembre 1978. Après un certain temps dans le département Afrique centrale et australe du FCO, il suit une formation en afrikaans et est affecté à l'ambassade britannique en Afrique du Sud en tant que troisième secrétaire, rendant compte des progrès du Sud-Ouest africain vers l'indépendance sous le nom de Namibie. En 1982, Moylan quitte le FCO et rejoint la County Bank, la filiale de banque d'investissement de National Westminster, et reste avec eux jusqu'en 1986. Aux élections générales de 1983, il se présente comme candidat conservateur à Birmingham Erdington et perd contre Robin Corbett par une marge étroite. En 1986, il rejoint Security Pacific Hoare Govett comme vice-président et part en 1987 pour créer Egan Associates, une entreprise proposant des cours de formation aux institutions financières.

## Carrière dans le gouvernement local
Élu au Conseil de Kensington et Chelsea en mai 1990, Moylan devient chef adjoint du conseil en 2000. En tant que conseiller, il se spécialise dans les questions environnementales, notamment les déchets, la santé environnementale, les parcs, les transports et la planification. Il s'occupe aussi du design et du patrimoine du conseil. De 2006 à 2009, il préside le London Councils Transport and Environment Committee. Il démissionne de son poste de chef adjoint et du cabinet du conseil en avril 2011 pour se concentrer sur son travail de vice-président de Transport for London. Il quitte son poste de conseiller du quartier de Queen's Gate en mai 2018. Il se présente à deux reprises aux élections comme chef de Kensington et de Chelsea : en 2000, lorsqu'il est battu par une voix, et de nouveau en 2013 il arrive à égalité en deuxième position.

## Transport pour Londres et Crossrail
En août 2008, le maire de Londres, Boris Johnson, nomme Moylan au conseil d'administration de Transport for London En février 2009, il devient vice-président poste qu'il occupe jusqu'en 2012 et de nouveau de mars à mai 2016. Moylan est chargé à la fois de remettre de l'ordre dans les finances de l'organisation et de mettre fin au partenariat public-privé initié par le gouvernement Blair, clôturé en mai 2010 avec l'acquisition par TfL de Tube Lines à Ferrovial et Bechtel.
En août 2013, Moylan est nommé au conseil d'administration de Crossrail comme administrateur non exécutif, remplaçant Mike Hodgkinson comme représentant de Transport for London. En septembre 2014, il est nommé pour superviser les travaux au nom de la ville sur le projet Crossrail 2. Il reste administrateur non exécutif de Crossrail et membre du conseil d'administration de TfL jusqu'à l'élection municipale de mai 2016, où Sadiq Khan devient maire.

## Infrastructures de Londres
Au sein de Londres, Moylan développe de nouvelles approches du paysage urbain tirées principalement du concept néerlandais "d'espace partagé" développé par Hans Monderman. Celles-ci entraînent une refonte de Kensington High Street peu après que Moylan soit devenu chef adjoint du Conseil en 2000. L'un des objectifs est de rationaliser le mobilier urbain et de créer un environnement plus convivial pour les piétons. Les plans pour une amélioration similaire de Sloane Square à Chelsea provoquent des controverses et sont abandonnés en 2007, après une campagne contre eux, mais une refonte sans encombrement d'Exhibition Road, dans le quartier des musées de Londres, est réalisée en 2012.
En 2009, Boris Johnson nomme Moylan pour présider le comité consultatif de design du maire, avec la responsabilité de livrer la vision du maire pour le domaine public, comme indiqué dans sa déclaration de politique « Grands espaces ». Jusqu'à ce qu'il quitte ces fonctions en juin 2012, Moylan supervise de nombreuses améliorations aux autoroutes et aux parcs autour de la capitale, notamment la retour de Piccadilly et de St James's Street à la circulation dans les deux sens.
En 2011, Moylan est nommé président de la London Legacy Development Corporation, un organe municipal créé par la loi pour posséder et gérer le parc olympique, le dirigeant pendant la durée des Jeux olympiques d'été de 2012 à Londres et des Jeux paralympiques. Il apporte des changements importants à la direction de l'organisation, qui ne sont pas bien accueillis par les membres du conseil d'administration. En septembre 2012, Johnson lui-même prend la présidence de LLDC afin que Moylan puisse se concentrer sur la promotion de leur politique sur un nouvel aéroport de Londres.

## Conseiller aéroportuaire
Moylan est conseiller pour l'aéroport par Boris Johnson, maire de Londres et travaille à la promotion du concept du maire d'un aéroport de plaque tournante multipiste nouveau ou agrandi à l'est de Londres, qui remplacerait l'aéroport d'Heathrow existant. En mai 2010, Johnson confie à Moylan la responsabilité de promouvoir ce programme. En 2010 et 2011, en collaboration avec les agents de Transport for London et avec la mairie, il supervise la publication d'un important rapport en deux parties intitulé A New Airport for London,. En septembre 2012, le gouvernement annonce la création d'une commission des aéroports, présidée par Howard Davies, pour examiner les options de nouvelle capacité aéroportuaire. Moylan quitte la présidence de LLDC pour se concentrer sur la liaison du maire avec la nouvelle Commission. En décembre 2013, la Commission des aéroports ne retient pas l'option d'aéroport de l'estuaire, se concentrant plutôt sur l'expansion d'Heathrow ou de Gatwick, mais accepte de reconsidérer l'option de l'estuaire et de décider plus tard de l'ajouter à la liste.

## Pairie
Il est créé baron Moylan le 9 septembre 2020. Lord Moylan prononce son premier discours à la Chambre des Lords le 14 octobre 2020,.

## Publications
- Daniel Moylan, Temps non mûr : La Grande-Bretagne et le système monétaire européen ( Bow Group, 1988) [32]
- Daniel Moylan, Bricks in the Wall, ou, Comment construire une « forteresse Europe » tout en niant toute intention de le faire ( Adam Smith Institute, 1989, (ISBN 978-1870109512) ) [33]